# Першотравнева сільська рада (Великомихайлівський район)
Першотравне́ва сільська́ ра́да — колишня адміністративно-територіальна одиниця та орган місцевого самоврядування в Великомихайлівському районі Одеської області. Адміністративний центр — село Першотравневе.
Дата ліквідації — 22 грудня 2019 року. Населені пункти були підпорядковані Новоборисівській сільській громаді.

## Загальні відомості
- Територія ради: 35 км²
- Населення ради: 1 005 осіб (станом на 2001 рік)

Одеська обласна рада народних депутатів рішенням від 25 листопада 1991 року у Великомихайлівському районі утворила Першотравневу сільраду з центром в селі Першотравневе і сільській Раді підпорядкувала села Благоєве, Данилівка і Незаможник Петрівської сільради.

## Населені пункти
Сільській раді підпорядковані населені пункти:
- с. Першотравневе
- с. Данилівка
- с. Заможне
- с. Мартове

## Населення
За переписом населення 2001 року в селі мешкало 1005 осіб.

### Мова
Розподіл населення за рідною мовою за даними перепису 2001 року:
| Мова       | Відсоток |
| ---------- | -------- |
| українська | 71,64 %  |
| російська  | 17,01 %  |
| болгарська | 6,17 %   |
| молдовська | 3,38 %   |
| вірменська | 1,69 %   |

## Склад ради
Рада складається з 14 депутатів та голови.
- Голова ради: Драндар Георгій Михайлович
- Секретар ради: Ніколаєва Галина Петрівна

### Керівний склад попередніх скликань
| Прізвище, ім'я, по батькові | Основні відомості                                                                                    | Дата обрання | Дата звільнення |
| --------------------------- | --- | ------------ | --------------- |
| Бондар Микола Михайлович    | Сільський голова, 1963 року народження, безпартійний                                                 | 26.03.2006   | 31.10.2010      |
| Драндар Георгій Михайлович  | Сільський голова, 1973 року народження, освіта середня спеціальна, член Комуністичної партії України | 31.10.2010   |                 |

Примітка: таблиця складена за даними сайту Верховної Ради України

### Депутати
За результатами місцевих виборів 2010 року депутатами ради стали:

#### За суб'єктами висування
| Суб'єкт висування           | Кількість обраних депутатів | %    |
| --------------------------- | --------------------------- | ---- |
| Партія регіонів             | 8                           | 57,1 |
| Самовисування               | 4                           | 28,6 |
| Комуністична партія України | 2                           | 14,3 |

#### За округами
| № округу                    | Прізвище, ім'я, по батькові   | Дата визнання обраним | Освіта  | Партійна приналежність            | Відомості про обраного депутата                                          |
| --------------------------- | ----------------------------- | --------------------- | ------- | --------------------------------- | ------------------------------------------------------------------------ |
| Комуністична партія України |                               |                       |         |                                   |                                                                          |
| 8                           | Білінський Микола Йосипович   | 02.11.2010            | середня | позапартійний                     | тимчасово не працює                                                      |
| 11                          | Сігідов Іван Іванович         | 02.11.2010            | середня | член Комуністичної партії України | пенсіонер                                                                |
| Партія регіонів             |                               |                       |         |                                   |                                                                          |
| 2                           | Сігідова Ірина Зіновіївна     | 02.11.2010            | вища    | член Партії регіонів              | Першотравнева сільська рада, бухгалтер                                   |
| 3                           | Ніколаєва Галина Григорівна   | 02.11.2010            | вища    | член Партії регіонів              | Першотравнева сільська рада, секретар                                    |
| 5                           | Мотовиць Ольга Іванівна       | 02.11.2010            | вища    | член Партії регіонів              | Першотравнева загальноосвітня школа I-III ст., завуч                     |
| 6                           | Мрічко Сергій Васильович      | 02.11.2010            | середня | член Партії регіонів              | ст. Роздільна Сортувальна, охоронець                                     |
| 7                           | Шмаленко Сергій Семенович     | 02.11.2010            | середня | член Партії регіонів              | Великомихайлівський Держлісгосп, лісник                                  |
| 10                          | Шемеленець Вадим Михайлович   | 02.11.2010            | середня | член Партії регіонів              | ст. Роздільна, контролер                                                 |
| 13                          | Чергуца Наталія Іванівна      | 02.11.2010            | середня | член Партії регіонів              | ТОВ «Нива», обліковець                                                   |
| 14                          | Міндоліна Євгенія Василівна   | 02.11.2010            | вища    | член Партії регіонів              | Першотравнева загальноосвітня школа I-III ст., вчитель початкових класів |
| Самовисування               |                               |                       |         |                                   |                                                                          |
| 1                           | Сігідов Василь Васильович     | 02.11.2010            | вища    | позапартійний                     | ТОВ «Нива», головний інженер                                             |
| 4                           | Яновський Ігор Володимирович  | 02.11.2010            | середня | позапартійний                     | ст. Одеса — Головна, оглядач ремонтник                                   |
| 9                           | Дубецька Софія Павлівна       | 02.11.2010            | вища    | позапартійна                      | тимчасово не працює                                                      |
| 12                          | Пелюшкевич Наталя Анатоліївна | 02.11.2010            | середня | позапартійна                      | Першотравнева сільська рада, землевпорядник                              |